# Çılbır

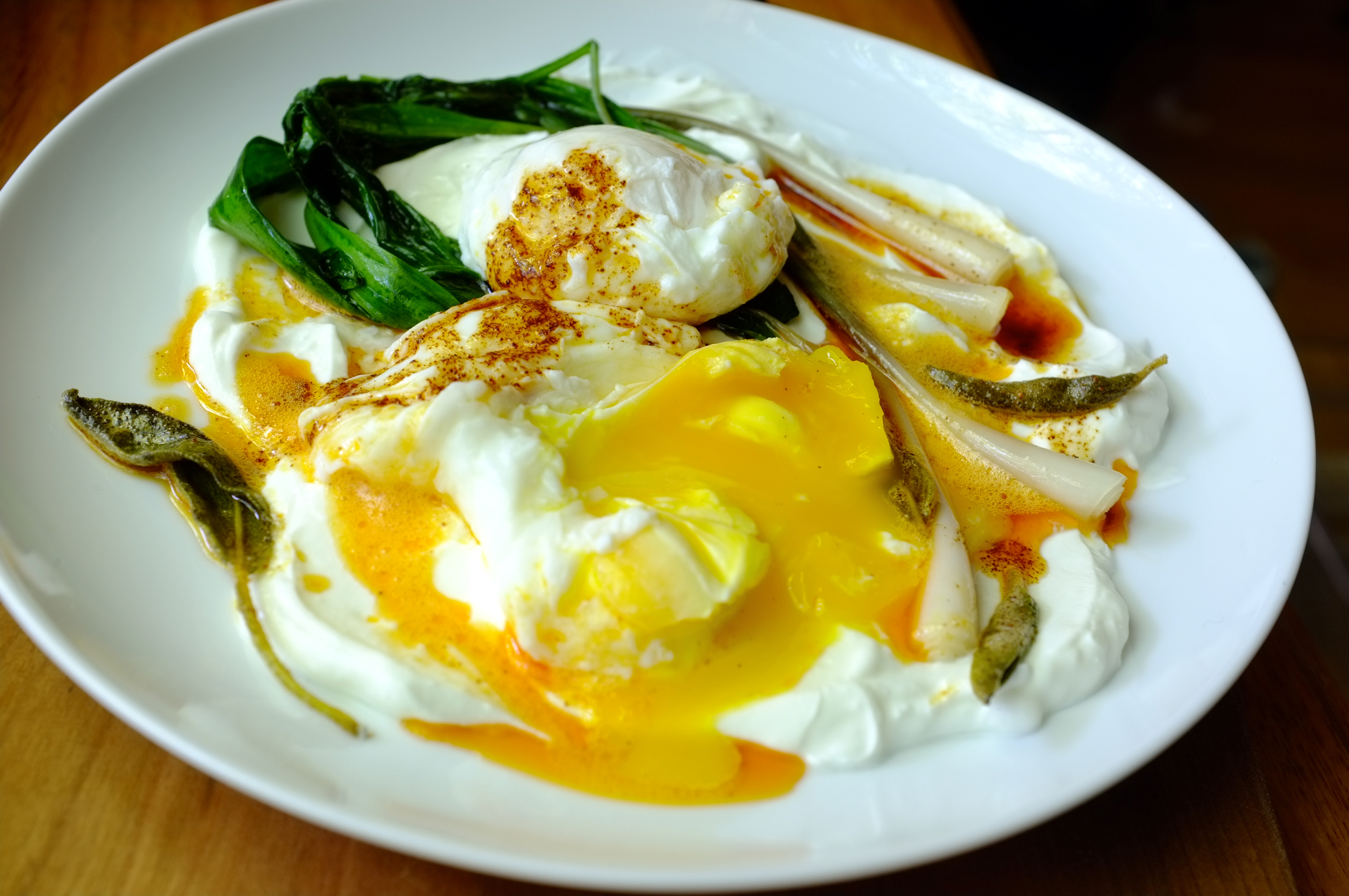
Çılbır

Çılbır ist ein  Gericht der türkischen Küche. Es besteht aus pochierten Eiern mit Joghurt (oft mit Knoblauch als Zutat). Serviert wird das Essen mit geschmolzener, gewürzter Butter.
Es gibt Aufzeichnungen, dass Ottomanische Sultane Çılbır bereits im 15. Jahrhundert gegessen haben.
In Bosnien und Herzegowina, Montenegro und Serbien bezeichnet das ähnliche Wort čimbur ein Gericht aus gebratenen Eiern. In Bulgarien gibt es das fast identische Gericht als Eier auf Panagjurischte Art (auf Bulgarisch: Яйца по панагюрски).